# Ан Че Хьон
Ан Че Хьон (кор. 안재현) — південнокорейський актор та модель.

## Біографія
Ан Че Хьон народився 1 липня 1987 року в столиці Республіки Корея місті Сеул. Свою кар'єру моделі розпочав у 2009 році зі зйомок для журналів та реклами. У 2011 році він взяв участь у реаліті-шоу на кабельному каналі JTBC. Першу роль у серіалі Че Хьон отримав у серіалі «Мій коханий родом з зірки» 2013 року, рейтинг якого перевищив 33 % у столичному регіоні. Вже у 2015 році Че Хьон зіграв свою першу головну роль у медичному серіалі «Кров». Вдало виконана роль лікаря-вампіра, який робить все можливе для пошуку ліків проти вампіризму підвищила його популярність. У наступному році він зіграв одну з головних ролей у романтичному серіалі «Попелюшка з чотирма лицарями», за що отримав численні нагороди. Наприкінці 2019 розпочалися зйомки романтично-комедійного серіалу «Кохання з вадами», в якому Че Хьон грає головну чоловічу роль.

## Особисте життя
На початку березня 2016 року Че Хьон підтвердив що зустрічається зі своєю партнеркою по серіалу «Кров» Ку Хє Сон. Пара офіційно зареєструвала шлюб 20 травня того ж року, наступного дня замість проведення весільної церемонії, кошти що мали піти на неї подружжя передало дитячому відділенню однієї з лікарень Сеула. Подружжя розлучилось восени 2019 року.

## Фільмографія

### Телевізійні серіали
| Рік       | Назва                          | Роль                 | Мережа |
| --------- | ------------------------------ | -------------------- | ------ |
| 2013-2014 | «Моє кохання із зірки»         | Чхон Юн Чже          | SBS    |
| 2014      | «Всі ви оточені»               | Пак Те Їль           | SBS    |
| 2015      | «Кров»                         | Пак Чі Сан / Джейсон | KBS2   |
| 2015      | «Сніговий лотос»               | Ма Мун Чже           | SBS    |
| 2016      | «Попелюшка з чотирма лицарями» | Кан Хьон Мін         | tvN    |
| 2017      | «Возз'єднані світи»            | Ча Мін Чжун          | SBS    |
| 2018      | «Краса всередині»              | Рю Ин Хо             | JTBC   |
| 2019      | «Кохання з вадами»             | Лі Кан У             | MBC    |
| 2023      | «Справжній з'явився!»          | Кон Те Кьон          | KBS2   |

### Фільми
| Рік  | Назва                                        | Роль       |
| ---- | -------------------------------------------- | ---------- |
| 2014 | «Король моди»                                | Кім Вон Хо |
| 2016 | «Ідеальна недосконалість» (китайський фільм) | Ан         |

### Шоу
- «Вище суспільство» (2011—2012 роки, 1-53 серія, JTBC)
- «Обговорення музики» (2013 рік, MBC Music[en])
- «Зворотний відлік М» (27 лютого 2014 — 20 листопада 2014, Mnet)
- «Нова подорож на Захід» (2016—2018 роки, 2-6 сезони, tvN)
- «Щоденник молодят» (2017 рік, разом к Ку Хьо Сон, tvN)
- «Кухня Кана» (2017 рік, tvN)

### Кліпи
- Sad Song (Пек А Йон[en], 2012 рік)
- Please Don't (K.Will[en], 2012 рік)
- Gone Not Around Any Longer (Sistar19[en], 2013 рік)
- Hair Short (Wings, 2014 рік)
- The Space Between (Urban Zakapa[en] та Со Ю[en], 2014 рік)
- On The Way Home (No Reply, 2017 рік)

## Нагороди
| Рік  | Нагорода                                       | Категорія                                                                          | Робота                         | Результат | Прим.  |
| ---- | ---------------------------------------------- | ---------------------------------------------------------------------------------- | ------------------------------ | --------- | ------ |
| 2009 | 4-й Азійський фестиваль моделей                | Краща нова модель                                                                  |                                | Перемога  | [ 7 ]  |
| 2013 | 8-й Азійський фестиваль моделей                | Краща фешн-модель                                                                  |                                | Перемога  |        |
| 2014 | 7-а Премія корейської драми                    | Кращий новий актор                                                                 | «Мій коханий родом з зірки»    | Перемога  | [ 8 ]  |
| 2014 | 3-я Премія «Зірок МААТР»                       | Кращий новий актор                                                                 | «Мій коханий родом з зірки»    | Номінація |        |
| 2014 | 22-га Премія SBS драма                         | Нова зірка                                                                         | «Мій коханий родом з зірки»    | Перемога  | [ 9 ]  |
| 2015 | 29-та Премія KBS драма                         | Нагорода за популярність (актор)                                                   | «Кров»                         | Номінація |        |
| 2015 | 29-та Премія KBS драма                         | Краща пара (разом з Ку Хє Сон)                                                     | «Кров»                         | Номінація |        |
| 2016 | 9-та Премія корейської драми                   | Найкращий актор                                                                    | «Попелюшка з чотирма лицарями» | Перемога  | [ 10 ] |
| 2016 | 9-та Премія корейської драми                   | Глобальна зірка                                                                    | «Попелюшка з чотирма лицарями» | Перемога  | [ 10 ] |
| 2016 | 7-й Міжнародний телевізійний фестиваль у Макао | Кращий актор                                                                       | «Попелюшка з чотирма лицарями» | Перемога  | [ 11 ] |
| 2017 | 25-та Премія SBS драма                         | Нагорода за високу майстерність (актор серіалу що транслювався у середу та четвер) | «Возз'єднані світи»            | Номінація |        |